# Japanischer Fußball-Supercup 1999
Der japanische Fußball-Supercup 1999 wurde am 27. Februar 1999 zwischen dem japanischen Meister 1998 Kashima Antlers und dem Kaiserpokal-Finalisten 1998 Shimizu S-Pulse ausgetragen. Das Spiel fand im Nationalstadion in Tokio statt.
| Paarung         | Kashima Antlers – Shimizu S-Pulse |
| Ergebnis        | 2:1 (1:1) |
| Datum           | 27. Februar 1999 um 14:52 Uhr |
| Stadion         | Nationalstadion, Tokio |
| Zuschauer       | 28.520 |
| Schiedsrichter  | Kiyoshi Ota |
| Tore            | 1:0 Atsushi Yanagisawa (24.) 1:1 Masaaki Sawanobori (25.) 2:1 Akira Narahashi (68.) |
| Kashima Antlers | Daijirō Takakuwa – Akira Narahashi, Yutaka Akita, Ryōsuke Okuno, Naoki Sōma – Naruyuki Naitō, Yasuto Honda, Bismarck, Toshiyuki Abe – Yoshiyuki Hasegawa, Atsushi Yanagisawa Cheftrainer: Ze Mario ( Brasilien)                                                              |
| Shimizu S-Pulse | Masanori Sanada – Masahiro Andō, Toshihide Saitō, Ryūzō Morioka, Kazuyuki Toda – Teruyoshi Itō, Kazuaki Tasaka, Masaaki Sawanobori, Alex (71. Hiroki Hattori) – Kenta Hasegawa (71. Santos), Sotaro Yasunaga (86. Yoshikiyo Kuboyama) Cheftrainer: Steve Perryman ( England) |

## Supercup-Sieger Kashima Antlers
|  | Kashima Antlers |
|  | - Tor: Daijirō Takakuwa - Abwehr: Akira Narahashi; Yutaka Akita; Ryōsuke Okuno; Naoki Sōma - Mittelfeld: Naruyuki Naitō; Yasuto Honda; Bismarck; Toshiyuki Abe - Angriff: Yoshiyuki Hasegawa; Atsushi Yanagisawa |
|  | Trainer: Ze Mario |